# Where Is the Love?
Where Is the Love? is de tweede single van The Black Eyed Peas, afkomstig van hun derde album Elephunk uit 2003. In augustus van dat jaar werd de single uitgebracht in de Europese Unie. Justin Timberlake is ook te horen in het nummer.
De single werd wereldwijd een hit. In thuisland de Verenigde Staten bereikte de single de nummer 1-positie in de Billboard Hot 100 en ook in Canada, Australië,  Nieuw-Zeeland en het Verenigd Koninkrijk.
In Nederland was de single in week 37 van 2003 de 1741e Alarmschijf op Radio 538 en in week 34 van 2003 de 540e Megahit op 3FM en werd een gigantische hit. De single bereikte de nummer 1-positie in zowel de Nederlandse Top 40 als de Mega Top 50.
In België bereikte de single eveneens de nummer 1-positie in zowel de Vlaamse Ultratop 50 als de Vlaamse Radio 2 Top 30.
In 2016 werd er vanwege het politiegeweld in de Verenigde Staten een nieuwe versie van het nummer gemaakt, met de gestileerde titel #wheresthelove.
Na de bomaanslag tijdens een concert van Ariana Grande in Manchester, speelden The Black Eyed Peas op het daaropvolgende benefiet concert. Ze speelden hier, samen met Ariana Grande, een aangepaste versie van Where Is the Love?, waarin terrorisme centraal stond.

## Hitnoteringen

### Nederlandse Top 40
| Where Is the Love? in de Nederlandse Top 40 - binnen: 06-09-2003 | Where Is the Love? in de Nederlandse Top 40 - binnen: 06-09-2003 | Where Is the Love? in de Nederlandse Top 40 - binnen: 06-09-2003 | Where Is the Love? in de Nederlandse Top 40 - binnen: 06-09-2003 | Where Is the Love? in de Nederlandse Top 40 - binnen: 06-09-2003 | Where Is the Love? in de Nederlandse Top 40 - binnen: 06-09-2003 | Where Is the Love? in de Nederlandse Top 40 - binnen: 06-09-2003 | Where Is the Love? in de Nederlandse Top 40 - binnen: 06-09-2003 | Where Is the Love? in de Nederlandse Top 40 - binnen: 06-09-2003 | Where Is the Love? in de Nederlandse Top 40 - binnen: 06-09-2003 | Where Is the Love? in de Nederlandse Top 40 - binnen: 06-09-2003 | Where Is the Love? in de Nederlandse Top 40 - binnen: 06-09-2003 | Where Is the Love? in de Nederlandse Top 40 - binnen: 06-09-2003 | Where Is the Love? in de Nederlandse Top 40 - binnen: 06-09-2003 | Where Is the Love? in de Nederlandse Top 40 - binnen: 06-09-2003 | Where Is the Love? in de Nederlandse Top 40 - binnen: 06-09-2003 | Where Is the Love? in de Nederlandse Top 40 - binnen: 06-09-2003 | Where Is the Love? in de Nederlandse Top 40 - binnen: 06-09-2003 | Where Is the Love? in de Nederlandse Top 40 - binnen: 06-09-2003 |
| Week:                                                            | 1                                                                | 2                                                                | 3                                                                | 4                                                                | 5                                                                | 6                                                                | 7                                                                | 8                                                                | 9                                                                | 10                                                               | 11                                                               | 12                                                               | 13                                                               | 14                                                               | 15                                                               | 16                                                               | 17                                                               |                                                                  |
| ---------------------------------------------------------------- | ---------------------------------------------------------------- | ---------------------------------------------------------------- | ---------------------------------------------------------------- | ---------------------------------------------------------------- | ---------------------------------------------------------------- | ---------------------------------------------------------------- | ---------------------------------------------------------------- | ---------------------------------------------------------------- | ---------------------------------------------------------------- | ---------------------------------------------------------------- | ---------------------------------------------------------------- | ---------------------------------------------------------------- | ---------------------------------------------------------------- | ---------------------------------------------------------------- | ---------------------------------------------------------------- | ---------------------------------------------------------------- | ---------------------------------------------------------------- | ---------------------------------------------------------------- |
| Positie:                                                         | 21                                                               | 4                                                                | 3                                                                | 1                                                                | 1                                                                | 3                                                                | 3                                                                | 3                                                                | 4                                                                | 6                                                                | 7                                                                | 9                                                                | 9                                                                | 10                                                               | 19                                                               | 26                                                               | 35                                                               | uit                                                              |

### Mega Top 50
| Where Is the Love? in de Mega Top 50 - binnen: 13-09-2003 | Where Is the Love? in de Mega Top 50 - binnen: 13-09-2003 | Where Is the Love? in de Mega Top 50 - binnen: 13-09-2003 | Where Is the Love? in de Mega Top 50 - binnen: 13-09-2003 | Where Is the Love? in de Mega Top 50 - binnen: 13-09-2003 | Where Is the Love? in de Mega Top 50 - binnen: 13-09-2003 | Where Is the Love? in de Mega Top 50 - binnen: 13-09-2003 | Where Is the Love? in de Mega Top 50 - binnen: 13-09-2003 | Where Is the Love? in de Mega Top 50 - binnen: 13-09-2003 | Where Is the Love? in de Mega Top 50 - binnen: 13-09-2003 | Where Is the Love? in de Mega Top 50 - binnen: 13-09-2003 | Where Is the Love? in de Mega Top 50 - binnen: 13-09-2003 | Where Is the Love? in de Mega Top 50 - binnen: 13-09-2003 | Where Is the Love? in de Mega Top 50 - binnen: 13-09-2003 | Where Is the Love? in de Mega Top 50 - binnen: 13-09-2003 | Where Is the Love? in de Mega Top 50 - binnen: 13-09-2003 | Where Is the Love? in de Mega Top 50 - binnen: 13-09-2003 | Where Is the Love? in de Mega Top 50 - binnen: 13-09-2003 | Where Is the Love? in de Mega Top 50 - binnen: 13-09-2003 | Where Is the Love? in de Mega Top 50 - binnen: 13-09-2003 | Where Is the Love? in de Mega Top 50 - binnen: 13-09-2003 | Where Is the Love? in de Mega Top 50 - binnen: 13-09-2003 | Where Is the Love? in de Mega Top 50 - binnen: 13-09-2003 |
| Week:                                                     | 1                                                         | 2                                                         | 3                                                         | 4                                                         | 5                                                         | 6                                                         | 7                                                         | 8                                                         | 9                                                         | 10                                                        | 11                                                        | 12                                                        | 13                                                        | 14                                                        | 15                                                        | 16                                                        | 17                                                        | 18                                                        | 19                                                        | 20                                                        | 21                                                        |                                                           |
| --------------------------------------------------------- | --------------------------------------------------------- | --------------------------------------------------------- | --------------------------------------------------------- | --------------------------------------------------------- | --------------------------------------------------------- | --------------------------------------------------------- | --------------------------------------------------------- | --------------------------------------------------------- | --------------------------------------------------------- | --------------------------------------------------------- | --------------------------------------------------------- | --------------------------------------------------------- | --------------------------------------------------------- | --------------------------------------------------------- | --------------------------------------------------------- | --------------------------------------------------------- | --------------------------------------------------------- | --------------------------------------------------------- | --------------------------------------------------------- | --------------------------------------------------------- | --------------------------------------------------------- | --------------------------------------------------------- |
| Positie:                                                  | 11                                                        | 4                                                         | 3                                                         | 1                                                         | 3                                                         | 3                                                         | 3                                                         | 4                                                         | 7                                                         | 7                                                         | 8                                                         | 9                                                         | 11                                                        | 16                                                        | 26                                                        | 48                                                        | 46                                                        | 47                                                        | 63                                                        | 74                                                        | 79                                                        | uit                                                       |

### Vlaamse Ultratop 50
| Where Is the Love? in de Vlaamse Ultratop 50 - binnen: 06-09-2003 | Where Is the Love? in de Vlaamse Ultratop 50 - binnen: 06-09-2003 | Where Is the Love? in de Vlaamse Ultratop 50 - binnen: 06-09-2003 | Where Is the Love? in de Vlaamse Ultratop 50 - binnen: 06-09-2003 | Where Is the Love? in de Vlaamse Ultratop 50 - binnen: 06-09-2003 | Where Is the Love? in de Vlaamse Ultratop 50 - binnen: 06-09-2003 | Where Is the Love? in de Vlaamse Ultratop 50 - binnen: 06-09-2003 | Where Is the Love? in de Vlaamse Ultratop 50 - binnen: 06-09-2003 | Where Is the Love? in de Vlaamse Ultratop 50 - binnen: 06-09-2003 | Where Is the Love? in de Vlaamse Ultratop 50 - binnen: 06-09-2003 | Where Is the Love? in de Vlaamse Ultratop 50 - binnen: 06-09-2003 | Where Is the Love? in de Vlaamse Ultratop 50 - binnen: 06-09-2003 | Where Is the Love? in de Vlaamse Ultratop 50 - binnen: 06-09-2003 | Where Is the Love? in de Vlaamse Ultratop 50 - binnen: 06-09-2003 | Where Is the Love? in de Vlaamse Ultratop 50 - binnen: 06-09-2003 | Where Is the Love? in de Vlaamse Ultratop 50 - binnen: 06-09-2003 | Where Is the Love? in de Vlaamse Ultratop 50 - binnen: 06-09-2003 | Where Is the Love? in de Vlaamse Ultratop 50 - binnen: 06-09-2003 | Where Is the Love? in de Vlaamse Ultratop 50 - binnen: 06-09-2003 | Where Is the Love? in de Vlaamse Ultratop 50 - binnen: 06-09-2003 | Where Is the Love? in de Vlaamse Ultratop 50 - binnen: 06-09-2003 | Where Is the Love? in de Vlaamse Ultratop 50 - binnen: 06-09-2003 | Where Is the Love? in de Vlaamse Ultratop 50 - binnen: 06-09-2003 |
| Week:                                                             | 1                                                                 | 2                                                                 | 3                                                                 | 4                                                                 | 5                                                                 | 6                                                                 | 7                                                                 | 8                                                                 | 9                                                                 | 10                                                                | 11                                                                | 12                                                                | 13                                                                | 14                                                                | 15                                                                | 16                                                                | 17                                                                | 18                                                                | 19                                                                | 20                                                                | 21                                                                |                                                                   |
| ----------------------------------------------------------------- | ----------------------------------------------------------------- | ----------------------------------------------------------------- | ----------------------------------------------------------------- | ----------------------------------------------------------------- | ----------------------------------------------------------------- | ----------------------------------------------------------------- | ----------------------------------------------------------------- | ----------------------------------------------------------------- | ----------------------------------------------------------------- | ----------------------------------------------------------------- | ----------------------------------------------------------------- | ----------------------------------------------------------------- | ----------------------------------------------------------------- | ----------------------------------------------------------------- | ----------------------------------------------------------------- | ----------------------------------------------------------------- | ----------------------------------------------------------------- | ----------------------------------------------------------------- | ----------------------------------------------------------------- | ----------------------------------------------------------------- | ----------------------------------------------------------------- | ----------------------------------------------------------------- |
| Positie:                                                          | 47                                                                | 15                                                                | 7                                                                 | 4                                                                 | 1                                                                 | 1                                                                 | 1                                                                 | 1                                                                 | 2                                                                 | 2                                                                 | 5                                                                 | 6                                                                 | 9                                                                 | 10                                                                | 13                                                                | 18                                                                | 20                                                                | 20                                                                | 21                                                                | 29                                                                | 49                                                                | uit                                                               |

### NPO Radio 2 Top 2000
| Nummer met noteringen in de NPO Radio 2 Top 2000 | '09  | '10  | '11 | '12  | '13 | '14  | '15 | '16  | '17 | '18 | '19 | '20 | '21 | '22  | '23  | '24  |
| ------------------------------------------------ | ---- | ---- | --- | ---- | --- | ---- | --- | ---- | --- | --- | --- | --- | --- | ---- | ---- | ---- |
| Where is the love?                               | 1034 | 1209 | 766 | 1113 | 956 | 1066 | 897 | 1131 | 884 | 711 | 903 | 781 | 855 | 1114 | 1125 | 1208 |

1. ↑  Een vetgedrukt getal geeft de hoogste notering aan.
2. ↑  2009 was het eerste jaar met een notering voor dit nummer.

Will.i.am · Apl.de.ap · Taboo · Fergie